# Lunascape
Lunascape è un browser web sviluppato da Lunascape Corporation (Tokyo, Giappone). La peculiarità di questo browser, che lo rende unico nel suo genere, è la messa a disposizione di tre differenti motori di rendering: Gecko (utilizzato da Mozilla Firefox), WebKit (utilizzato da Safari di Apple) e Trident (utilizzato da Microsoft Internet Explorer).
L'utente può scegliere in qualsiasi momento quale motore di rendering utilizzare.
Lunascape è disponibile per Microsoft Windows, Android, iPad e iPhone.

## Storia
Hidekazu Kondo rilasciò la prima versione di Lunascape nell'ottobre 2001 mentre frequentava ancora il college. Nell'agosto del 2004, grazie anche alla crescente popolarità del browser, fondò la Lunascape Corporation mentre conseguiva un dottorato di ricerca. Divenne in seguito CEO della società.
Lunascape è stato selezionato quale "Progetto software esplorativo" commissionato dal governo giapponese.
A giugno 2008 l'azienda ha aperto una filiale negli Stati Uniti con sede a Sunnyvale, California.
Lunascape ha lanciato a livello mondiale il suo browser nel dicembre 2008.
Alla fine del 2019, Lunascape è stata acquisita da GULabs.